# Rivera (Uruguay)
Rivera je město v Uruguayi. Leží na severu země na hranicích s Brazílií a je sídlem departementu Rivera. Při sčítání lidu v roce 2011 mělo město 64 465 obyvatel. Je tak šestým největším městem Uruguaye z hlediska počtu obyvatel. Rivera sousedí s brazilským městem Santana do Livramento, přičemž obě města tvoří fakticky souměstí, přestože leží na opačné straně státní hranice.
Město Rivera bylo formálně založeno v roce 1867. Počátky města se však datují do roku 1862, kdy zde byla založena osada s názvem Villa de Ceballos. Ta byla založena s úmyslem upevnění státních hranic s Brazílií. Tím chtěli Uruguayci snížit brazilský vliv na sever země. V roce 1867 dostalo město svůj současný název na počest plukovníka Bernabé Rivery. V roce 1912 mu byl udělen statut města. Tím začal větší rozvoj celé oblasti.